# Método Rosa
El Método Rosa, de Ernest Van de Velde, es un libro para el estudio del piano en el primer grado de Elemental. Se caracteriza por estar impreso únicamente con tintas rosa y negra. 
Su forma de aprendizaje consiste en hacer una página de ejercicios técnicos, y otra de canciones populares francesas, alternando ambas páginas. Gracias a esto, es divertido y ameno de tocar. 
Le continúan las obras Essor I, o Le Deliateur.
Su autor, Ernest Van de Velde (1862-1951), escribió asimismo “Historia de la Música”, “Anécdotas Musicales”, un “Método de Flauta Dulce” y un “Método de Solfeo”.
- Datos: Q3333558